# Варолий, Костанцо
Костанцо Варолий (итал. Costanzo Varolio; 1543[…], Болонья — 1575[…], Рим) — итальянский анатом эпохи Ренессанса, личный врач папы Григория XIII. Преподавал в Болонском университете.
Несмотря на короткую жизнь, прославился как наилучший медик современности, исследователь мозга и механизма эрекции. Вошел в историю в качестве выдающегося хирурга. Самолично выполнил несколько гравюр к первому из своих трактатов.

## Произведения
- De Nervis Opticis nonnullisque aliis praeter communem opinionem in Humano capite observatis. Ad Hieronymum Mercurialem, Patavii apud Paul et Anton. Meiettos fratres, 1573.
- Anatomiae sive de resolutione corporis humani ad Caesarem Mediovillanum libri iv, Eiusdem Varolii et Hieron. Mercrialis De nervis Opticis, etc. epistolae, Francofurti, apud Joh. Wechelum et Petr. Fischerum consortes, 1591.